# Eleições estaduais no Amazonas em 1978
As eleições estaduais no Amazonas em 1978 foram realizadas em duas etapas conforme estabelecia o Pacote de Abril: em 1º de setembro ocorreu a eleição indireta onde a ARENA escolheu o governador José Lindoso, o vice-governador Paulo Nery e o senador Raimundo Parente. A fase seguinte aconteceu em 15 de novembro a exemplo dos outros estados brasileiros e nela a ARENA fez o senador João Bosco de Lima e obteve cerca de dois terços das vagas entre os seis deputados federais e dezoito estaduais que foram eleitos. Os amazonenses residentes no Distrito Federal escolheram seus representantes por força do Art. 17 da Lei n.º 6.091 de 15 de agosto de 1974.
O advogado José Lindoso nasceu em Manicoré e formou-se em 1946 na Universidade Federal do Amazonas, onde obteve o Doutorado e foi professor. Consultor da Associação Comercial do Amazonas e depois delegado do Serviço Nacional de Aprendizagem Comercial (SENAC) e do Serviço Social do Comércio (SESC) e presidiu a Comissão Regional de Serviço de Inspeção do Ensino Comercial do Amazonas, Roraima e Acre. Filiado ao PSD, foi primeiro suplente de deputado estadual em 1962. Presidente do diretório municipal PSD em Manicoré, foi secretário de Educação no segundo governo Plínio Coelho, mas alinhou-se ao Regime Militar de 1964. Membro do Conselho Estadual de Educação e da Academia Amazonense de Letras, foi eleito deputado federal pela ARENA em 1966, senador em 1970 e governador do Amazonas por via indireta em 1978.
Nascido em Manaus, o advogado Paulo Nery diplomou-se em 1939 na Universidade Federal do Amazonas. Trabalhou no Departamento de Águas e Esgotos do Amazonas e tornou-se delegado-geral de polícia do Amazonas com o fim do Estado Novo por escolha do interventor federal Siseno Sarmento, lecionou na Universidade Federal do Amazonas e exerceu os cargos de juiz de direito substituto, delegado auxiliar de Manaus e conselheiro do Tribunal de Contas do Amazonas. Membro da UDN, elegeu-se deputado estadual em 1947 e deputado federal em 1950, não se reelegendo para este cargo no pleito seguinte, quando estava no PSP. Vencido por Gilberto Mestrinho ao disputar o governo do estado em 1958, repetiu a derrota em 1962, quando Plínio Coelho voltou ao Palácio Rio Negro. Eleito vereador de Manaus via PSD em 1963, licenciou-se para ocupar a chefia de polícia, sendo escolhido prefeito desta cidade pelo governador Artur Reis em 1965, mantendo-se no cargo por sete anos. Eleito vice-governador pela ARENA na chapa de José Lindoso em 1978, mudou para o PDS e assumiu como governador quando o titular renunciou para concorrer a senador em 1982.

## Resultado da eleição para governador
O Colégio Eleitoral do Amazonas era dominado pela ARENA e durante a votação os deputados estaduais do MDB não votaram nos candidatos inscritos.
| Candidatos a governador do estado | Candidatos a vice-governador | Número | Coligação             | Votação | Percentual |
| --------------------------------- | ---------------------------- | ------ | --------------------- | ------- | ---------- |
| José Lindoso ARENA                | Paulo Nery ARENA             | -      | ARENA (sem coligação) | 96      | 92,31%     |

## Biografia dos senadores eleitos

### Raimundo Parente
Advogado nascido em Manaus e formado pela Universidade Federal do Amazonas, Raimundo Parente foi também promotor de justiça, delegado de polícia lotado no Departamento de Ordem Política e Social (DOPS), professor e jornalista, trabalhando como redator no Jornal do Commercio. Conselheiro da seccional amazonense da Ordem dos Advogados do Brasil, ocupou cargos diretivos no Departamento de Administração e no Departamento de Assistência e Previdência Social, além de diretor administrativo do Departamento de Estradas de Rodagem (DER). Filiado à ARENA, elegeu-se deputado federal em 1966, tornou-se primeiro suplente em 1970, sendo efetivado com a cassação de Rafael Faraco no ano seguinte, e reeleito em 1974. Presidente do diretório estadual da ARENA, venceu a eleição indireta para senador em 1978, ingressou no PDS em 1980 e foi eleitor de Paulo Maluf no Colégio Eleitoral em 1985. Candidato a reeleição pelo PDT em 1986, não foi bem-sucedido. Encerrou sua vida pública como secretário municipal na administração de Arthur Virgílio Neto como prefeito de Manaus. 

### João Bosco de Lima
Natural de Manaus, o técnico em contabilidade e jornalista João Bosco de Lima presidiu a Associação dos Cronistas e Locutores Esportivos do Amazonas (ACLEA), foi cronista da Rádio Difusora do Amazonas, treinador do Nacional Futebol Clube e vice-presidente da Federação Amazonense de Futebol. Fora da seara desportiva, foi presidente do Conselho Regional do Projeto Rondon, a Associação Brasileira de Relações Públicas no Amazonas e foi conselheiro da Associação Brasileira de Municípios, além de trabalhar na Secretaria Municipal de Finanças de Manaus durante três anos, a contar de 1959. Suplente de deputado estadual pelo PRT em 1962, elegeu-se vereador na capital amazonense em 1963 e depois anos depois ascendeu à presidência da Câmara Municipal de Manaus. Em 1966 venceu a eleição para deputado estadual pelo MDB, renovou o mandato via ARENA em 1970 e presidiu a Assembleia Legislativa do Amazonas. Eleito vice-governador na chapa de Enoque Reis em 1974, elegeu-se senador numa sublegenda arenista em 1978.
Após uma apuração renhida, João Bosco de Lima foi declarado vencedor, mas denúncias de fraude subscritas pelo MDB levaram o Tribunal Regional Eleitoral do Amazonas a anular a eleição em Atalaia do Norte, município onde havia 676 eleitores inscritos, mas foram apurados 790 votos. As notícias sobre o caso apontaram a emissão ilegal de títulos eleitorais e a falsificação de assinaturas nos cadernos de votação. Como a diferença entre as chapas da ARENA (520 votos) e do MDB (136 votos) ultrapassou o total apurado em todo o Amazonas (221 votos), o veredicto exarado pelo TRE impedia a proclamação de João Bosco de Lima como vencedor do pleito, cenário onde, ou realizariam novas eleições, ou o oposicionista Fábio Lucena seria diplomado senador, motivo pelo qual a ARENA recorreu ao Tribunal Superior Eleitoral via mandado de segurança, recurso acolhido pelo ministro Pedro Gordilho. Quando a corte reuniu-se em plenário, Gordilho votou pela anulação das eleições em Atalaia do Norte, mas prevaleceu, por cinco votos a um, a divergência aberta pelo ministro Moreira Alves.
Com a validação do resultado em Atalaia do Norte, João Bosco de Lima assumiu a cadeira de senador em 1º de fevereiro de 1979, ocupando-a até 11 de maio, pois faleceu em Brasília vítima de problemas cardíacos. Um ano após o controverso pleito, o Tribunal Superior Eleitoral acolheu o pedido do Tribunal Regional Eleitoral do Amazonas e autorizou a revisão do eleitorado na 20ª zona eleitoral, composta por Atalaia do Norte e Benjamin Constant.

## Suplente efetivada

### Eunice Michiles
Nascida em São Paulo, a professora e comerciária Eunice Michiles estudou no Colégio Adventista Brasileiro e concluiu a Escola Normal na Escola de Aplicação da Escola Normal Adventista de São Paulo em 1948, onde também lecionou. Após casar com Darcy Augusto Michiles, mudou-se para Maués onde dirigiu o Grupo Escolar Santina Filizola, o Ginásio e a Escola Normal do município e em 1958 assumiu um cargo equivalente ao de secretária municipal de Educação. Seu marido foi eleito deputado estadual em 1958, 1962 e 1966 e a própria Eunice Michiles conquistou um mandato de vereadora em Maués pelo PTB em 1962. Cassada pelo Regime Militar de 1964, retornou à política pela ARENA ao eleger-se deputada estadual em 1974. Candidata a senadora via sublegenda em 1978, assumiu o cargo de secretária do Trabalho e Serviço Social no governo José Lindoso.
Efetivada senadora após a morte de João Bosco de Lima, tomou posse em 31 de maio de 1979 como a primeira mulher brasileira a ascender ao Senado Federal desde a Princesa Isabel em 1871, pois os herdeiros da Dinastia de Bragança tinham o direito dinástico a uma cadeira senatorial ao completarem 25 anos. Durante o mandato, Eunice Michiles ingressou no PDS e votou em Tancredo Neves no Colégio Eleitoral em 1985. Eleita deputada federal pelo PFL em 1986, subscreveu a Constituição de 1988.

## Resultado da eleição para senador

### Mandato biônico de oito anos
A eleição para senador biônico permitiu a vitória de Raimundo Parente, que exercia o terceiro mandato consecutivo de deputado federal.
| Candidatos a senador da República | Candidatos a suplente de senador             | Número | Coligação             | Votação | Percentual |
| --------------------------------- | -------------------------------------------- | ------ | --------------------- | ------- | ---------- |
| Raimundo Parente ARENA            | Mendonça Furtado ARENA Jair Cavalcante ARENA | -      | ARENA (sem coligação) | 96      | 92,31%     |
| Fontes:                           |                                              |        |                       |         |            |

### Mandato direto de oito anos
Dados oficiais disponíveis na Justiça Eleitoral apontam a existência de 229.875 votos válidos (81,69%), 22.897 votos em branco (8,14%) e 28.627 votos nulos (10,17%) totalizando o comparecimento de 281.399 eleitores.
| Candidatos a senador da República | Candidatos a suplente de senador | Número | Coligação             | Votação | Percentual |
| --------------------------------- | -------------------------------- | ------ | --------------------- | ------- | ---------- |
| Fábio Lucena MDB                  | -                                | -      | MDB (em sublegenda)   | 79.181  | 34,45%     |
| João Bosco de Lima ARENA          | -                                | -      | ARENA (em sublegenda) | 71.110  | 30,93%     |
| Eunice Michiles ARENA             | -                                | -      | ARENA (em sublegenda) | 32.819  | 14,28%     |
| Maria Júlia de Melo Rodrigues MDB | -                                | -      | MDB (em sublegenda)   | 24.015  | 10,45%     |
| Félix Valois Coelho Júnior MDB    | -                                | -      | MDB (em sublegenda)   | 11.631  | 5,06%      |
| Djalma Passos ARENA               | -                                | -      | ARENA (em sublegenda) | 11.119  | 4,84%      |
| Fontes:                           |                                  |        |                       |         |            |

## Deputados federais eleitos
São relacionados os candidatos eleitos com informações complementares da Câmara dos Deputados.

Representação eleita
  ARENA: 4
  MDB: 2

| Deputados federais eleitos | Partido | Votação | Percentual | Cidade onde nasceu | Unidade federativa |
| Mário Frota                | MDB     | 26.602  |            | Granja             | Ceará              |
| José Fernandes             | ARENA   | 26.244  |            | Careiro            | Amazonas           |
| Vivaldo Frota              | ARENA   | 19.842  |            | Boca do Acre       | Amazonas           |
| Josué de Souza             | ARENA   | 14.447  |            | Itajaí             | Santa Catarina     |
| Mário Haddad               | ARENA   | 14.256  |            | Manaus             | Amazonas           |
| Joel Ferreira              | MDB     | 13.541  |            | Manaus             | Amazonas           |
| Fontes:                    |         |         |            |                    |                    |

## Deputados estaduais eleitos
Em relação às dezoito cadeiras da Assembleia Legislativa do Amazonas, a ARENA superou o MDB por onze a sete.

Representação eleita
  ARENA: 11
  MDB: 7

| Deputados estaduais eleitos | Partido | Votação | Percentual | Cidade onde nasceu | Unidade federativa |
| Josué Filho                 | ARENA   | 12.760  | 5,55%      | Manaus             | Amazonas           |
| Átila Lins                  | ARENA   | 9.920   | 4,31%      | Fonte Boa          | Amazonas           |
| Beth Azize                  | MDB     | 9.575   | 4,16%      | Manacapuru         | Amazonas           |
| Jamil Seffair               | ARENA   | 7.727   | 3,36%      | Manacapuru         | Amazonas           |
| José Belo Ferreira          | ARENA   | 7.605   | 3,30%      | Manaus             | Amazonas           |
| Francisco Queiroz           | MDB     | 7.387   | 3,21%      | Careiro da Várzea  | Amazonas           |
| Homero Leão                 | ARENA   | 6.950   | 3,02%      | Maués              | Amazonas           |
| Socorro Dutra               | ARENA   | 6.925   | 3,01%      | Boca do Acre       | Amazonas           |
| Carlos Paiva                | ARENA   | 6.630   | 2,88%      | Manaus             | Amazonas           |
| José Costa de Aquino        | MDB     | 6.529   | 2,84%      | Manaus             | Amazonas           |
| Samuel Peixoto              | MDB     | 6.411   | 2,78%      | Tabatinga          | Amazonas           |
| Gláucio Gonçalves           | ARENA   | 6.229   | 2,70%      | Parintins          | Amazonas           |
| Cleuter Mendonça            | ARENA   | 5.955   | 2,59%      | Itacoatiara        | Amazonas           |
| Humberto Michiles           | ARENA   | 5.280   | 2,29%      | São Paulo          | São Paulo          |
| Damião Alves Ribeiro        | MDB     | 5.023   | 2,18%      | Coari              | Amazonas           |
| Messias Sampaio             | MDB     | 4.999   | 2,17%      | Manaus             | Amazonas           |
| Vinícius Conrado            | ARENA   | 4.341   | 1,88%      | Manaus             | Amazonas           |
| Manuel Diz                  | MDB     | 4.293   | 1,86%      | Manaus             | Amazonas           |
| Fontes:                     |         |         |            |                    |                    |